# Луц, Бернд
Бернд Луц (род. 20 мая 1966 года, Ротвайль, Германия) — современный немецкий художник и графический дизайнер, который в своих работах наводит мосты между свободным искусством и работой на заказ, между абстрактным и конкретным.

## Биография
Луц увлёкся искусством уже в юношеском возрасте. Например, в 1986 году он завоевал первое место на фестивале молодёжного кино в Швейцарии. Затем Луц год изучал фотографический дизайн в частной художественной школе в Равенсбурге и получил диплом. Затем он прошел обучение в Институте техники, экономики и архитектуры в Констанце по специальности « Графический дизайн», и в 1993 году получил диплом дизайнера. После этого он стал индивидуальным предпринимателем в Нойхаузен-об-Эке в районе Тутлинген и основал дизайнерскую студию «revoLUZion». Вторую студию, которая сначала располагалась в Цюрихе, а затем в Шаффхаузене, Швейцария, он возглавляет с 2003 года. Некоторые из его товарных знаков и дизайнов можно найти в международных книгах по дизайну. С 2013 года он активно занимается собственным направлением в искусстве, которое он назвал AbstraktPop; художник сочетает абстрактные изображения с поп-артом и добился мировой известности.
В 2021 году Лус был назначен в Консультативный совет Нью-Йоркского автомобильного музея.

## Творчество
Работы Луца насыщены изобразительными цитатами, выполнены в технике медиа-микс и посвящены различным темам. С точки зрения изоляции и организации элементов изображение соответствует принципу коллажа. Фрагментарность, как отсылка к комплексным взаимосвязям, подается таким образом, что на полотнах находят отражения целые истории. «Я воплощаю то, что меня трогает», — говорит Бернд Луц. Его работы не укладываются ни в какие жестко определенные категории.
В новейшем периоде творчества художника цвет, который был всего лишь помощником в технике медиа-микс, начинает играть главную роль. Отказываясь от любого предметного изображения, Луц отдает полотно игре цвета, структуры и света. На место тесно сплетенных друг с другом мотивов коллажа пришло чисто иллюзионистское цветовое пространство, в котором доминирует один какой-либо цвет. Метод не принципиален, он зависит от настроения. Вместо точного отображения реальности, реальность картины переосмысливается художественными средствами.
Один из основных моментов в его искусстве — интеграция и воплощение мотивов из мира автомобилей. Художественные произведения имеют временную привязку к историческим событиям и транспортным средствам, участвующим в автомобильных гонках. Отражение прошлого из перспективы современности. Работы художника выставлены во многих автомобильных музеях.

## Список важнейших выставок

### Персональные выставки
- 2 октября 2014: Посольство Германии в Астане, Казахстан
- 25.06.-9.07.2014: Художественная галерея «Хас-Санат» в Астане, Казахстан[6]
- Июнь, июль и октябрь 2013: Национальный музей Республики Казахстан и Генеральное консульство Германии в Алматы, Казахстан
- 28 марта 2014: Продажа с аукциона в пользу Центра редких заболеваний, Университетская клиника Тюбингена
- 29. March to 13. August 2017: Bernd Luz - Legends of Le Mans, Automuseum Volkswagen Wolfsburg, Germany[7]

### Постоянные выставки
- с декабря 2014: Motorworld Region Stuttgart, Бёблинген[8]
- с 2014: постоянная выставка на трассе Нюрнбургринг
- с апреля 2014: постоянная выставка в автомобильном музее Штайма, Шварцвальд
- с июня 2011: постоянная выставка в Национальном музее Cité de l’Automobile в Мюлузе, Франция